# Sierra Teller Ornelas
Sierra Teller Ornelas (Tucson (Arizona), 1981) es una productora, directora, guionista y tejedora estadounidense de etnia navaja.

## Biografía
Ornelas nació en el clan Edgewater. Estudió artes mediáticas en la Universidad de Arizona.
En su carrera ha escrito episodios de varias series televisivas, como Happy Endings, Selfie y Superstore.
En 2021 crea la comedia de situación Rutherford Falls conjuntamente con Michael Schur y Ed Helms.